# 山岡荘八
山岡 荘八（やまおか そうはち、1907年（明治40年）1月11日 - 1978年（昭和53年）9月30日）は、日本の小説家。位階は従四位。
歴史小説を中心に活躍。本名は藤野庄蔵（ふじの しょうぞう）。『徳川家康』により第2回吉川英治文学賞を受賞。日本を守る会の代表委員を務めた。
自由党元衆議院議員の山岡賢次は養子。立憲民主党衆議院議員の山岡達丸は孫。

## 来歴

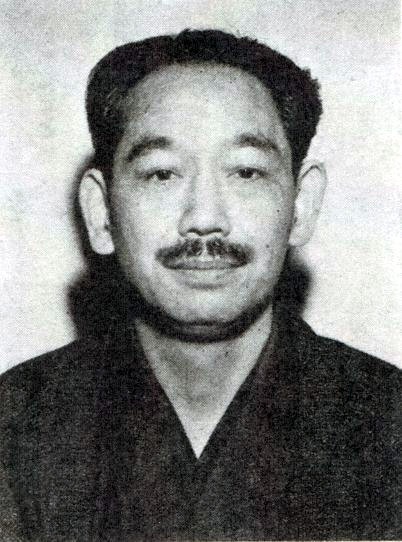
経済展望社『経済展望』第30巻第11月号（1958年）より

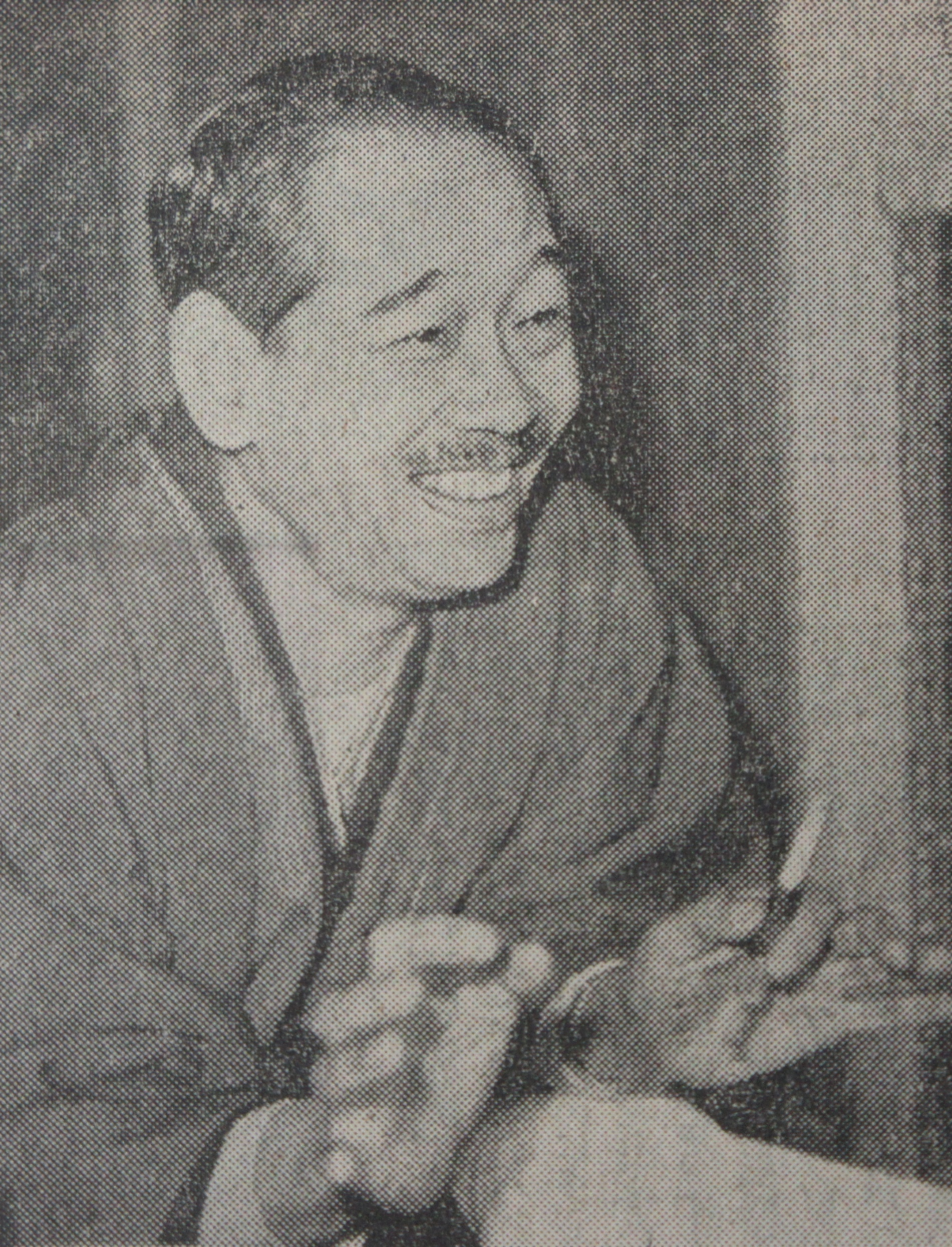
『徳川家康』連載再開の意気込みを語る山岡荘八（1963年）

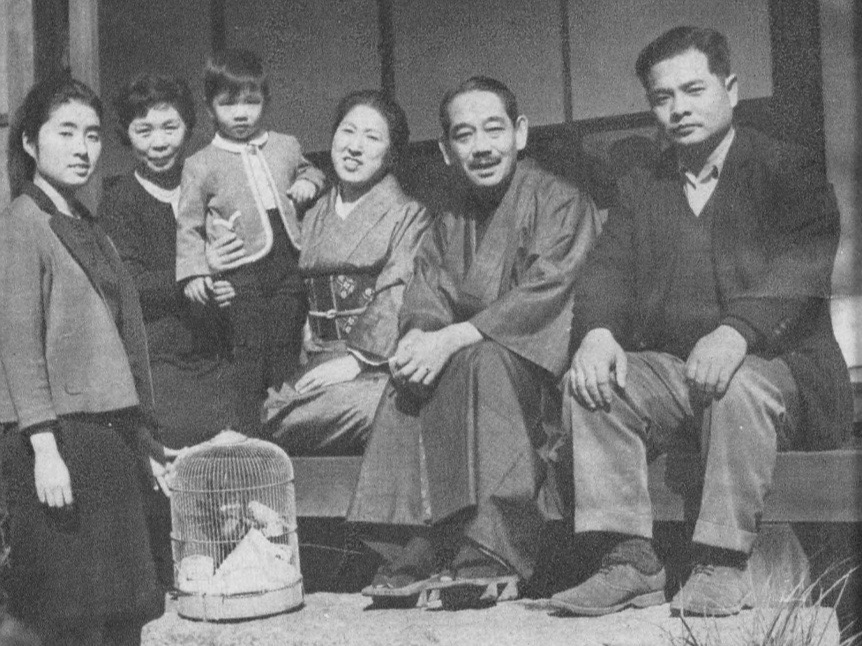
右から山内一史（山岡の長男）、山岡荘八、山岡道枝（山岡の妻）、山内幹雄（一史の子）、山内政枝（一史の妻）、山内稚子（山岡の長女）。1964年頃に撮影。

### 生い立ち
新潟県北魚沼郡小出町大字佐梨（現：魚沼市佐梨）の山内家に生まれる。1920年11月3日、高等小学校2年次に中退し上京。神田区中猿楽町（現・千代田区神田猿楽町）の平賀印刷所で働き始める。その後、母方の親戚である博文館印刷所に移り、文選工として働きつつ逓信省の研修所に学ぶ。1924年より印刷・製本業を始める。
1932年、萬里閣に入社。雑誌『ギャング』の編集にあたる。『変態銀座デカメロン』を連載。
1933年2月、萬里閣発行の『大衆倶楽部』の編集責任者だった藤野秀子と結婚。山岡にとっては後妻であった。秀子は石川県能美郡安宅町（現・小松市）の出身で、一人娘だったため、山岡は藤野家の養子になった。秀子の筆名は山岡道枝としていた。長谷川伸に入門した。
1938年に「約束」で「サンデー毎日大衆文芸」入選。長谷川伸の新鷹会に入会。1939年初の著書『からゆき軍歌』を上梓。

### 従軍作家となる
1940年、従軍作家を志願して、中支、海南島、南支などを巡った。1941年に陸軍の命を受けて再び中国大陸に渡った。
1942年2月、大本営海軍部に徴用される。報道班員として中国、タイ、マレーなどに従軍した。同年10月、『軍神杉本中佐』を刊行。11月、『海底戦記』を刊行。同書その他で野間文芸奨励賞を受賞した。各戦線をまわり、時局的な小説を書き続けた。
1943年1月、『御盾』の連載を雑誌『キング』で開始。1944年9月、海軍報道部の唐木中佐との対談「サイパン以後、決選の覚悟を語る」を発表。
1945年1月、「神風特攻隊と少年たち」を『飛行少年』に寄稿。同月17日付の朝日新聞に「神風隊の先駆、有馬中将の遺訓」を寄稿。同年4月、「神風隊に応へる道」を『海之日本』に寄稿。4月から7月にかけて「硫黄吹く島＝栗林忠道大将伝」を『週刊朝日』に連載。

### 『徳川家康』を執筆
1947年、公職追放となる。1950年3月29日、「北海道新聞」が夕刊を再開。同時に山岡の『徳川家康』の連載が始まる。同年10月13日に公職追放解除。1951年1月1日より『徳川家康』の連載は「中部日本新聞」「神戸新聞」などに拡大される。1953年11月より単行本の刊行が始まった。
1958年5月、『徳川家康』により中日文化賞を受賞。
同年10月4日から岸信介首相、藤山愛一郎外相、ダグラス・マッカーサー2世大使らは日米合同委員会を開き、安保条約改定の交渉を開始した。交渉が進むにつれ、安保条約改定反対の声も高まっていくが、岸政権を批判する新聞七紙の投書欄に憤りを感じた山岡は、以前から書きたかった「政治小説」の第一作の主人公に岸を選ぶことを思い付く。1959年5月10日、実名小説『小説岸信介』を上梓した。
1962年、『徳川家康』は講談社の書籍売り上げの11.2％を占めるほどのベストセラーとなった。さらに1963年4月に発売された『新刊展望』（日本出版販売）の臨時増刊号で、前通産大臣の佐藤栄作が「この本には、政治、軍略、経済から宗教にいたるまで、すべての問題が網羅されている」と持ち上げたことから、『徳川家康』は日経連（経団連の前身）の経営者の間で必読の書のような扱い方をされた。
1963年、新鷹会理事に就任。1966年、文壇長者番付一位となった。
1967年4月に『徳川家康』が完結し、長谷川伸賞受賞、昌平黌短期大学名誉学長。1968年、『徳川家康』により、第2回吉川英治文学賞を受賞。1973年、紫綬褒章受章。
1974年8月、モラロジーの提唱者の廣池千九郎の伝記小説『燃える軌道』第1巻を刊行（1978年7月に完結）。
1978年4月、笹川良一の伝記小説『破天荒 人間笹川良一』を刊行。同年9月30日、ホジキンリンパ腫に急性肺炎を併発し、東京都豊島区上池袋の癌研究会総合病院で死去。71歳没。戒名は山岡院釈荘八真徳居士。没後、従四位勲二等瑞宝章。

## 政治活動・人物
- 1959年8月15日、日本総調和連盟主催による第1回総調和の集いが日本大学講堂（現・両国国技館）で開かれた。山岡は司会を務め、集会で披露された「八月十五日 九千万国民の日創定趣意書」を執筆した[22]。
- 1963年4月、麻薬追放国土浄化連盟を田岡一雄、福田恆存、市川房枝、田中清玄らと結成した。
- 1966年1月、自衛隊友の会会長に就任[23][8]。
- 1967年4月に行われた東京都知事選挙では、自民・民社統一候補の松下正寿の推薦人に名を連ねた。選挙母体である都政懇談会の機関紙にコメントを寄せ、松下を「真の平和主義者」と評した[24]。
- 1968年3月13日、「明治維新百年記念式典」（主催：明治神宮・明治神宮崇敬会、協賛：神社本庁）が日本武道館に約1万2千人を集めて開催された。山岡は祝辞で「東西冷戦の中、神々を仰ぎながら国を二つに割らない努力を真剣に続けることが、明治大帝のご神徳にお応えする一番大切なことだ」と述べた[25][26]。
- 1969年、モラロジーの提唱者の廣池千九郎の孫で、道徳科学研究所（現・モラロジー道徳教育財団）所長の廣池千太郎[27]と会報誌「モラロジー」4月1日号において対談[28]。同団体の教義に共鳴した山岡は1974年から1978年にかけて、廣池千九郎の書き下ろし伝記小説『燃える軌道』全5巻を著した。
- 1971年4月に行われた東京都知事選挙では、元警視総監の秦野章の推薦人に名を連ねた[29]。
- 1972年6月、自民党総裁選挙が告示され、福田赳夫、田中角栄、大平正芳、三木武夫の4人が立候補した。6月30日付の毎日新聞は特集記事「自民次期政権、私ならこの人」を掲載。山岡は同記事に「抜群の硬骨漢福田赳夫氏」を寄稿した[30]。
- 1973年、山岡は富岡盛彦、安岡正篤、明治神宮宮司の伊達巽らとともに日本工業倶楽部会館に集まり、保守系宗教団体が合同で行う愛国運動の構想を練る[31]。1974年4月2日、「日本を守る会」（日本会議の前身）が設立され、山岡は代表委員に名を連ねた[2]。
- 1975年6月16日、佐藤栄作の「国民葬」が日本武道館で開かれた。山岡は友人代表として追悼の辞を述べた[32]。
- 1976年11月10日、昭和天皇の在位50年を祝う政府主催の記念式典が日本武道館で開かれた[33]。日本を守る会の事務局を担っていた村上正邦[34]は式典にあわせて奉祝パレードを行うことを計画。山岡に働きかけ、山岡は奉祝委員会会長に就任した。明治神宮が多額の資金を供出し、新橋から上野まで5.5キロある中央通りで大規模なパレードが開催された[35][36]。
- 1978年7月に設立された「元号法制化実現国民会議」（日本を守る国民会議の前身）の呼びかけ人に名を連ねた[37][38]。
- 1975年4月9日から9月17日にかけて、『徳川家康』を元にしたアニメーション番組『少年徳川家康』がNETテレビで放映された。笹川良一が会長を務める日本船舶振興会は同番組を単独提供した[注 2]。笹川と山岡は、山岡が海軍報道班にいたときからの三十数年の知己であった[39]。1977年夏頃、山岡は健康を害すが、9月から笹川の伝記小説の執筆にとりかかった。1978年4月5日、書き下ろし小説『破天荒 人間笹川良一』を刊行。あとがきにおいて「不屈の志を貫き、王国を築いた笹川氏は、まぎれもない風雲児である」と述べ、笹川を「平和主義的愛国者」と評した[39]。同年7月頃から山岡の病状は悪化し、9月30日、癌研究会総合病院で息をひきとった[40]。

## 作品
戦前・戦中

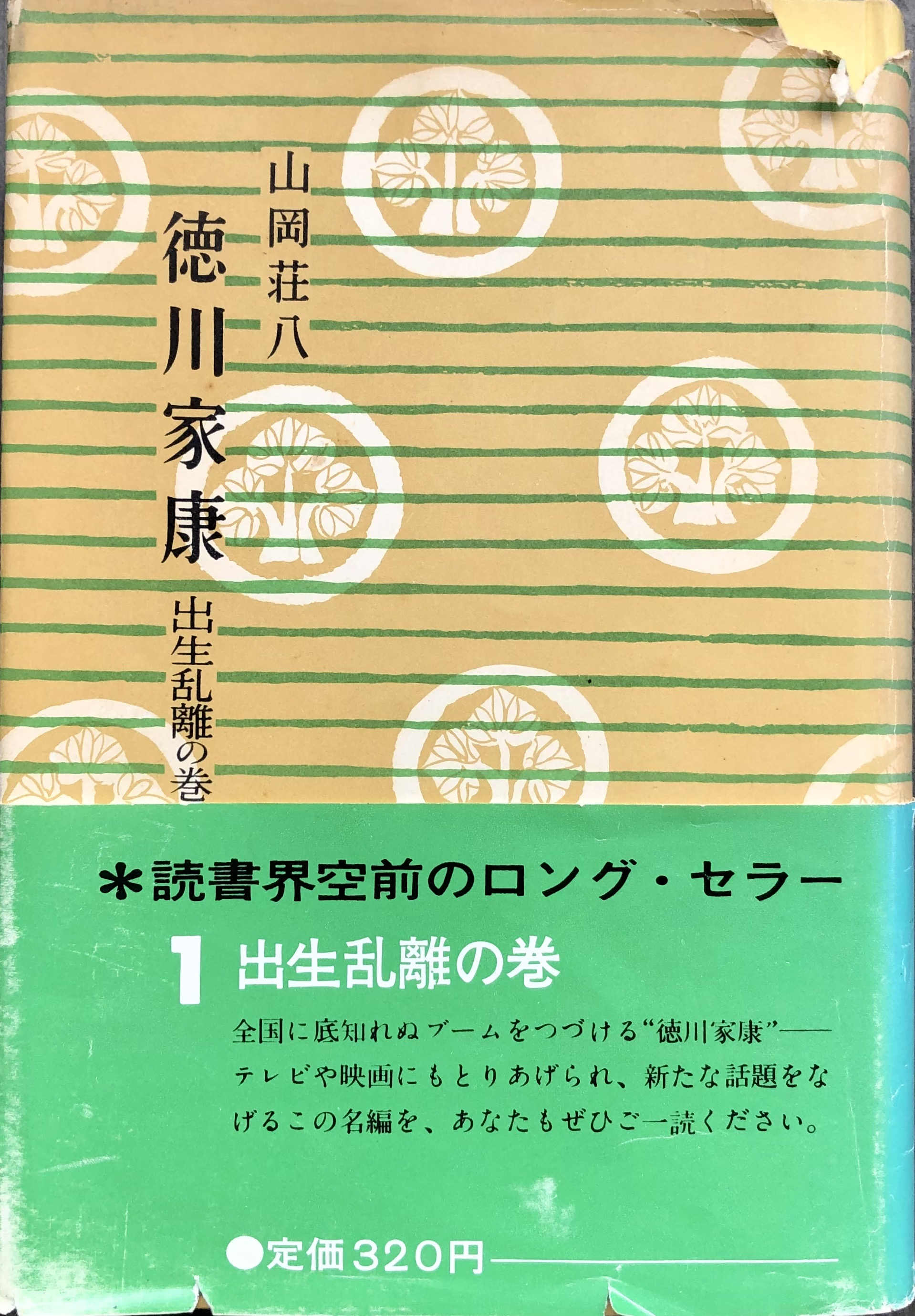
『徳川家康』第1巻。1953年11月14日初版発行。

- 『男の恋』近代小説社（近代小説文庫）1938
- 『太田収伝』春日書房 1939
- 『からゆき軍歌』博文館 1939
- 『母の行く道』読切講談社 1940
- 『焔の跫音』博文館 1941
- 『隅田の灯』三杏書院 1941
- 『丹那トンネル』博文館（小説選集）1942
- 『男の餞別』三杏書院 1942
- 『炎の生活』佃書房 1942
- 『海底戦記』第一公論社 1942 のち中公文庫
- 『新しき奔流』錦城出版社 1942
- 『軍神杉本中佐』講談社 1942
- 『四億の一人』成武堂（国防文芸叢書）1942
- 『太陽』春江堂 1942-1944
- 『御盾』講談社 1944
- 『元帥山本五十六』講談社 1944
- 『空の艦長』偕成社 1944

戦後
- 『竜胆』洋洋社 1947
- 『街の太陽』春江堂 1948
- 『家庭の旗』鷺ノ宮書房 1948
- 『花は語りぬ』湊書房 1948
- 『花を吹く風』中川書店 1948
- 『謎の秘卷』むさし書房 1948
- 『怪傑小天狗』光文社 1949
- 『怪童不動丸』偕成社 1950
- 『鐘鳴りやまず』新小説社（新小説文庫）1951
- 『真珠は泣かず』東方社 1951
- 『元禄地獄変』同光社磯部書房 1951
- 『胸に花をおけ』ポプラ社 1952
- 『この鐘を打て』講談社（少年少女評判読物選集）1952
- 『千葉周作』東方社 1952-1954 のち山岡荘八歴史文庫
- 『花粉の海』東方社 1952
- 『八幡船』東方社 1952
- 『日蓮』東方社 1952 のち講談社文庫、山岡荘八歴史文庫
- 『紅白梅双紙』東方社 1953
- 『緑の花垣』東方社 1953
- 『七彩の雲』東方社 1953
- 『天使の罪』東方社 1953
- 『徳川家康』全26巻 大日本雄弁会講談社 1953-1967 のち文庫
- 『暗黒街の少年』ポプラ社 1954
- 『変幻髑髏丸』偕成社 1954
- 『富士に風あり』ポプラ社 1954
- 『海の花壇』東方社 1954
- 『桃源の鬼』山田書店 1954 のち春陽文庫
- 『月夜桜』東方社 1954
- 『女の一生』東方社 1954
- 『顔のない男』豊文社 1954
- 『彦左青春』東方社 1954
- 『花の寝室』豊文社 1954
- 『やっこ歌舞伎』大日本雄弁会講談社 1954 「越後騒動」光文社文庫
- 『旗よ光と共に』ポプラ社 1955
- 『この声天にとどけ』ポプラ社 1955
- 『満月城秘聞』偕成社 1955
- 『泣くな太陽』ポプラ社 1955
- 『地に燃ゆる歌』ポプラ社 1955
- 『わが魂の旗』ポプラ社 1955
- 『若き日の千葉周作』河出新書 1955
- 『泣き獅子』北辰堂 1955
- 『浅草観音』東方社 1955
- 『風流版大岡政談』桃源社（新撰大衆小説全集）1955
- 『女難・開眼の千葉周作』河出新書 1955
- 『織田信長』全8巻 大日本雄弁会講談社 1955-1960 のち文庫、山岡荘八歴史文庫
- 『紅蜘蛛狂い』東方新書 1956
- 『柔肌峠』同光社（長篇時代小説全集）1956
- 『海狼無頼』和同出版社 1956
- 『山岡孫吉伝 三円六十銭から百億長者へ』大日本雄弁会講談社 1956
- 『坂本竜馬』東京文芸社 1956 のち山岡荘八歴史文庫
- 『山田長政』同人社（昭和名作選書）1956 のち山岡荘八歴史文庫
- 『お鮭髪』同光社（大衆小説名作選）1956
- 『新太平記』全8巻 大日本雄弁会講談社 1957-1962 のち山岡荘八歴史文庫
- 『源頼朝』全3巻 桃源社 1957-1960 のち講談社文庫、山岡荘八歴史文庫
- 『山岡荘八長篇作品選集』全4巻 和同出版社 1957-1958
- 『風流奉行』桃源社 1957 のち徳間文庫
- 『水戸黄門』同光社出版 1957 のち春陽文庫、「水戸光圀」山岡荘八歴史文庫
- 『六つの悲劇』東方社 1957
- 『小説岸信介』第一世論社 1959
- 『おんな天下物語』桃源社 1959
- 『雄とんび物語』講談社 1959
- 『生きていた光秀』講談社 1963
- 『随想徳川家康』講談社 1963
- 『少年徳川家康』全5巻 講談社 1964
- 『毛利元就』東都書房 1964 のち山岡荘八歴史文庫
- 『柳生一族』桃源社 1964 「柳生石舟斎」山岡荘八歴史文庫、光文社文庫
- 『少年織田信長』秋田書店（少年少女小説文庫）1965
- 『太平洋戦争』全9巻 講談社 1965-1971 「小説太平洋戦争」山岡荘八歴史文庫
- 『黒船懐胎』文藝春秋新社（ポケット文春）1965
- 『異本太閤記』全7巻 講談社 1965 「豊臣秀吉」講談社文庫、山岡荘八歴史文庫
- 『高杉晋作』講談社 1966 のち山岡荘八歴史文庫
- 『柳生三天狗』桃源社 1967 のち光文社文庫
- 『徳川家康名言集』講談社 1967
- 『紅の血は燃えぬ』ポプラ社（ジュニア小説シリーズ）1967
- 『明治天皇』全3巻 講談社 1968 のち山岡荘八歴史文庫
- 『吉田松陰』学習研究社 1968 のち山岡荘八歴史文庫
- 『日本人の味』太平出版 1969
- 『柳生の金魚』東京文芸社 1970
- 『伊達政宗』毎日新聞社 1970-1973 のち山岡荘八歴史文庫、光文社文庫
- 『あばれ公子』桃源社 1970
- 『春の坂道』[注 3]日本放送出版協会 1971 「柳生宗矩」山岡荘八歴史文庫
- 『徳川家康 歴史対談』桑田忠親 講談社 1972 のち文庫
- 『少年版・太平洋戦争』全5巻 少年少女講談社文庫 1973
- 『徳川家光』全3巻 毎日新聞社 1974-1976 のち山岡荘八歴史文庫、光文社文庫
- 『徳川慶喜』全5巻 講談社 1974 のち山岡荘八歴史文庫
- 『前進か死か 樋口俊夫の超常識商法』フェイス出版 1974
- 『燃える軌道』全5巻 学習研究社 1974-1978（廣池千九郎の伝記小説）
- 『破天荒 人間笹川良一』有朋社 1978
- 『睨み文殊 随想集』講談社 1979
- 『善の巡環 世界のファスナー王吉田忠雄伝』正続　千広企画出版部 1980-1981
- 『山岡荘八全集』全46巻 講談社 1981-1984

## 回想
- 『遺稿 山岡荘八自伝』山岡賢次編、講談社、1984年
- 『山岡荘八自伝』土曜社、2025年
- 山内健生『私の中の山岡荘八　思い出の伯父・荘八　ひとつの山岡荘八論』展転社、2014年、新装版2023年

## 映像化・二次作品化

### 映画
- 『悦ちゃんの涙』（1937年 日活）
- 『からゆき軍歌』（1938年 新興キネマ）
- 『怪談 お岩役者』（1938年 日活）
- 『美はしき母性』（1938年 松竹）
- 『純情の眸』（1939年 日活）
- 『暴風の姉妹』（1939年 新興キネマ）
- 『大地に咲く』（1940年 日活）
- 『家庭の旗』（1940年 松竹）
- 『娘の春』（1940年 新興キネマ）
- 『恋する妻』（1947年 新東宝）
- 『最後の顔役』（1952年 東映）
- 『鼠小僧色ざんげ 月夜桜』（1954年 新東宝）
- 『紅顔の若武者 織田信長』（1955年 東映）
- 『若き日の千葉周作』（1955年 東映）
- 『その夜のひめごと』（1957年 東映）
- 『風雲児 織田信長』（1959年 東映）
- 『徳川家康』（1965年 東映）

### TVドラマ
- 『本阿弥辻の盗賊』（1960年 日本テレビ 大協テレビ劇場）
- 『念志ヶ原の妻』（1960年 日本テレビ 大協テレビ劇場）
- 侍 第8話『生きていた光秀』（1960年 フジテレビ）
- 『本阿弥辻の盗賊』（1962年 読売テレビ 日立ファミリー劇場）
- 『泣くな太陽』（1963年4月 - 1964年3月、NHK総合）
- 『若き日の周作』（1964年 NHK総合 浪曲ドラマ）
- 風雪 第2話『最後の将軍』（1964年 NHK総合）
- 『戦国無残』（1994年 TBS 近鉄金曜劇場）原作：「八弥の忠義」
- 『徳川家康』（1964年7月 - 10月 NET）
- 『甲斐で見る富士』（1995年 TBS 年始特別ドラマ）
- 日本剣客伝 第5話『柳生十兵衛』（1968年7月 - 8月 NET）
- 『吉田松陰』（1969年10月 - 1970年3月 関西テレビ 白雪劇場）
- 『竹千代と母』（1970年 日本テレビ）原作：「徳川家康」
- 『千葉周作 剣道まっしぐら』（1970年11月 - 1971年8月 TBS ブラザー劇場）原作：「千葉周作」
- 『春の坂道』[41]（1971年NHK 大河ドラマ）
- 『徳川家康』[42]（1983年 NHK大河ドラマ）
- 『独眼竜政宗』（1987年 NHK大河ドラマ）原作：「伊達政宗」
- 『戦国最後の勝利者!徳川家康』（1992年 テレビ朝日）
- 『独眼竜の野望 伊達政宗』（1993年 テレビ朝日）
- 『織田信長』（1994年 テレビ東京 12時間超ワイドドラマ）
- 『愛と野望の独眼竜 伊達政宗』（1995年 TBS大型時代劇スペシャル）
- 『濃姫』『濃姫II〜戦国の女たち』（2012・2013年 テレビ朝日）原作：「織田信長」

### TVアニメ
- 『少年徳川家康』（1975年NET（現テレビ朝日））

### コミック化作品
横山光輝が『徳川家康』など、山岡の歴史小説を1982年から講談社で次々とコミカライズしている。
- 『徳川家康』
- 『織田信長』
- 『豊臣秀吉 -異本太閤紀-』
- 『伊達政宗』

## 山岡荘八を演じた人物
- 広岡瞬 - 『人間の翼 最後のキャッチボール』（1996年、シネマクラフト）